# Chos Malal Airport
Chos Malal Airport är en flygplats i Argentina.   Den ligger i provinsen Neuquén, i den sydvästra delen av landet, 1 100 km väster om huvudstaden Buenos Aires. Chos Malal Airport ligger 833 meter över havet.
Terrängen runt Chos Malal Airport är huvudsakligen kuperad. Chos Malal Airport ligger nere i en dal. Runt Chos Malal Airport är det mycket glesbefolkat, med 3 invånare per kvadratkilometer.. Närmaste större samhälle är Chos Malal, 8,5 km nordväst om Chos Malal Airport. 
Omgivningarna runt Chos Malal Airport är i huvudsak ett öppet busklandskap.